# Chang Gewog
Chang (bhutanisch ལྕང་ Wylie Lcang) ist einer von acht Gewogs (Blöcke) des Dzongkhags Thimphu in Westbhutan. 
Chang Gewog ist wiederum eingeteilt in fünf Chiwogs (Wahlkreise). Laut der Volkszählung von 2005 leben in diesem Gewog 3137 Menschen auf einer Fläche von 196 km² in 722 Haushalten in zehn Dörfern.
Der Gewog erstreckt sich über Höhenlagen von 2320 bis 4278 m.
Mit Ausnahme einiger Dörfer an der Südgrenze des Gewog fällt der Gewog in die Zuständigkeit der Stadtverwaltung von Thimphu. Im Chiwog Yoedselpang gibt es ein Büro zur Entwicklung erneuerbarer natürlicher Ressourcen (RNR, Renewable Natural Resource centre) und eine Grundschule (CPS, Community Primary School) im Chiwog Lhoongtsho.
Außerdem gibt es eine Sägemühle und eine Milchsammelstelle.
| Chiwog                                | Dörfer bzw. Weiler |
| ------------------------------------- | ------------------ |
| Lhoongtsho Tashigang ལྷུང་འཚོ་ བཀྲིས་སྒང་   | Lhoongtsho         |
| Yoedselpang འོད་གསལ་སྤང་                | Yoedselpang        |
| Yoedselpang འོད་གསལ་སྤང་                | Babi Chorten       |
| Changyokha Debsid ལྕང་ཡོ་ཁ་ སྡེབ་སྲིད་      | Debsid             |
| Changyokha Debsid ལྕང་ཡོ་ཁ་ སྡེབ་སྲིད་      | Ngachuphakha       |
| Changyokha Debsid ལྕང་ཡོ་ཁ་ སྡེབ་སྲིད་      | Sarbethang         |
| Ramtoktog Tsangrina རམ་རྟོག་རྟོག གཙང་རི་ན་ | Jumo               |
| Ramtoktog Tsangrina རམ་རྟོག་རྟོག གཙང་རི་ན་ | Rama               |
| Gangchhe Talakha སྒང་ཆེ་ རྟ་ལ་ཁ་         | Gangchhe           |
| Gangchhe Talakha སྒང་ཆེ་ རྟ་ལ་ཁ་         | Nezeylhakhang      |